# Michail Burcev
Michail Ivanovič Burcev (in russo Михаил Иванович Бурцев?; Mosca, 21 giugno 1956 – Mosca, 16 ottobre 2015) è stato uno schermidore sovietico, dal 1992 russo, vincitore di due medaglie d'oro a squadre e due d'argento individuale nella scherma ai giochi olimpici (specialità sciabola).